# John Rigby (homme politique)
John Rigby, (8 janvier 1834 - 26 juillet 1903), est un juge britannique et homme politique libéral qui siège à la Chambre des communes entre 1885 et 1894.

## Jeunesse et éducation
Rigby est né à Runcorn, Cheshire, fils de Thomas Rigby de Halton, Cheshire, et de sa femme Elizabeth Kendal. Il fréquente le Liverpool College avant d'aller au Trinity College de Cambridge en 1853. Il obtient son diplôme de Second Wrangler en 1856, se classant également deuxième pour le Smith's Prize. Il devient membre de Trinity en 1856 et est admis au barreau de Lincoln's Inn en 1860.

## Carrière juridique
En 1875, Rigby est nommé conseiller adjoint au Trésor. En 1881, il devient Conseil de la Reine. Il se distingue en tant qu'avocat et est fréquemment impliqué dans l'introduction d'appels devant le comité judiciaire de la Chambre des lords. Rigby est brièvement député libéral par deux fois. Il est élu député de la circonscription de Wisbech du Cambridgeshire aux élections générales de 1885, mais perd le siège lors d'une autre élection en 1886.
En 1892, Rigby revient au parlement, faisant partie d'un certain nombre de libéraux qui obtiennent des sièges des partis gouvernementaux en Écosse. Il est élu dans le Forfarshire, battant l'unioniste libéral, James Barclay. Il est nommé solliciteur général dans le nouveau gouvernement de William Gladstone et reçoit le titre de chevalier le 26 novembre 1892. Le 3 mai 1894, Rigby devient procureur général.
Le 19 octobre 1894, il quitte son siège à la Chambre des communes lorsqu'il est nommé Lord Justice of Appeal, succédant à Sir Horace Davey. Il est admis au Conseil privé en même temps. Il siège à la Cour d'appel jusqu'à sa retraite en 1901 avec une rente de 3 500 £.

## Vie privée
Quelques années avant sa retraite, Rigby est victime d'une grave chute et ne s'en est jamais complètement remis. Il est décédé à l'âge de 69 ans, célibataire, à son domicile de Chelsea Embankment, à Londres, en juillet 1903.